# Раймондс Вейонис
Ра́ймондс Ве́йонис (на латвийски: Raimonds Vējonis; род. 15 юни 1966, Псков, РСФСР, СССР) е латвийски политически деец. На 3 юни 2015 г. е избран за президент на Латвия.

## Биография

### Произход и образование
Раймондс Вейонис е роден на 15 юни 1966 г. в село Никоново край Псков, в латвийско-руско семейство. През 1989 г. в Рига завършва факултета по биология в Латвийския държавен университет.

### Политическа и военна дейност
Политическата си кариера започва в град Мадона, където е бил депутат в градската дума.
Дългогодишен министър на околната среда. Известно време е бил министър на регионалното развитие. През януари 2014 г. става министър на отбраната на Латвия. Бил е депутат в 9-ия и 10-ия Сейм на Латвия.

### Президент
На 3 юни 2015 г. чрез гласуване в Сейма е избран за президент на Латвия. При петия опит за него гласуват 55 депутати от 99.

### Награди
- Орден Три звезди – най-високата държавна награда на Латвийската република.

### Лично
Женен, има две деца. От 1990 г. е член на Партията на зелените.
Латвийският език му е ро̀ден. Владее руски като роден и на добро ниво знае английски. Майка му е рускиня, а баща му – латвиец.
По мироглед е езичник.